# Koek (heraldiek)
Een koek of schijfje is in de heraldiek een vlak rond schijfje van kleur op een schild van goud of zilver, met daarop mogelijkerwijs een afbeelding. Een metaalkleurige koek of schijfje, meestal van goud en minder vaak van zilver, op een gekleurd schild noemt men penning of bezant. Een bezant was een Byzantijnse munt.
Een bekend met koeken beladen wapenschild is dat van het geslacht Medici. Het schild in goud (Or) is beladen met een zoom van zes koeken, geplaatst 1,2,2 en 1. De bovenste koek is azuur en beladen met drie lelies Or geplaatst 2,1. De andere vijf koeken zijn van keel (rood).

Wapen Van der Straten (1818) In goud een dwarsbalk, vergezeld van drie koeken, alles blauw.
Wapen De Vos van Steenwijk (1814) In zilver vijf rode linkerschuinbalken en op een zwarte schildzoom acht gouden bezanten.
Wapen Martini Buys (1844): in een rood hartschild een gouden keper, beladen met vijf rode koeken en vergezeld van drie zilveren bezanten (Buys)
Wapen van de Medici. Schild goud (or) en de 6 koeken die "palle" (pillen, medicijnen) genoemd worden.
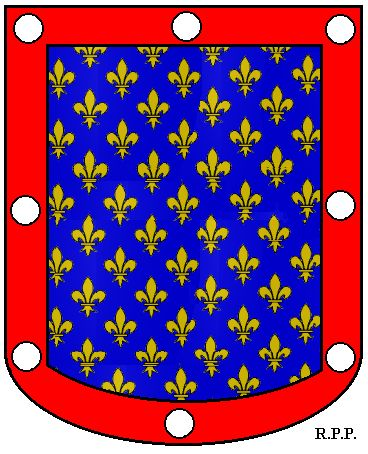
Pierre Graaf van Alencon uit het huis van de Valois gebruikte een schildzoom met zilveren penningen of bezanten.

adelaar · Agnus Dei · alliantiewapen · andreaskruis · ankerkruis · armoriaal · baldakijn · barensteel · bezant · Bourgondisch kruis · brisure · cartouche · centaur · cordelière · dekkleed · dorpsvlag · dorpswapen· drieberg · dubbelkoppige adelaar · dwarsbalk · fleur de lis · fleuron · Friese adelaar · gaande leeuw · gecarteleerd · Gelderse leeuw · gepaald · gravenkroon · groot wapen · griffioen · hartschild · helmkroon · helmteken · heraldische kleur · herautstuk · hermelijn · hoed · Hollandse tuin · huismerk · Jeruzalemkruis · karbonkel · keizerskroon · keper · koek · kromstaf · kroon · krukkenkruis · kwartier · kwartileren · kwartierzoom · leeuw · markiezenkroon · merlet · molenijzer · motto · muurkroon · nassaublauw · natuurlijke kleur · Nederlandse leeuw · Nederlandse Maagd · ombrellino · ordeketen · palen · pentagram · pijlenbundel · raadselwapen · raaf · respectant · riddertoernooi · rijksbanier · rijkskleuren · rijksstandaard · rijkswapen · roos · Rudolfinische keizerskroon · Saksenros · Saladins Adelaar · scharlakenrood · schildhoofd · schildhouder · schildvoet · schildzoom · schoof · schuinbalk · schuinstreep sinister · sinister · sleutels van Petrus · socialistische heraldiek · sprekend wapen · stadskleuren · standaard · stedenmaagd · ster · tinctuur · vair · vermeerdering · vlag · vorstenhoed · vrijheidshoed · vrijkwartier · vrouwenwapen · wapen · wapenbelasting · Wapenboek Beyeren · Wapenboek Gelre · wapenbord · wapendiploma · wapendier · wapenkast · wapenkoning · wapenmantel · wapenrecht · wapenrol · wapenstier · wapentent · wassende en afnemende maan · Waterlandse zwaan · Westfriese boomwapens · wildeman · wolfsangel · wrong